# Coraline
Coraline (Originaltitel: Coraline) ist eine Fantasy/Horror-Novelle des britischen Autors Neil Gaiman von 2002. Gaiman schildert darin die Erlebnisse der neunjährigen Coraline während ihrer Schulferien am neuen Wohnort ihrer Eltern. Die Illustrationen im Buch stammen von Dave McKean. Die deutschsprachige Übersetzung von Cornelia Krutz-Arnold erschien erstmals 2003 unter dem Titel Coraline. Gefangen hinter dem Spiegel im Arena Verlag, Würzburg.

## Handlung
Die letzte Ferienwoche ist angebrochen. Coraline verbringt sie mit ihren Eltern in der neuen Wohnung, die ihre Familie kürzlich bezogen hat. Beide Eltern sind in der Computerbranche tätig und arbeiten zu Hause. Das Wetter ist schlecht, Coraline langweilt sich und geht allen auf die Nerven.
Da ihr nichts anderes übrig bleibt, beginnt sie eine Entdeckungsreise durch Haus und Wohnung. Sie besucht die etwas eigenartigen Nachbarn und inspiziert den verwilderten Garten. In der guten Stube fällt ihr eine Tür auf, die – sorgfältig verschlossen – offenbar ins Nichts führt. Als sie die Tür mit einem alten rostigen Schlüssel öffnet, steht sie vor einer blanken Ziegelwand. Dahinter sei die leere Nachbarwohnung, erklärt ihr die Mutter.
Während eines gestörten Nachtschlafes lockt irgendetwas Coraline zu dieser Tür. Als sie diesmal offen steht befindet sich dahinter ein langer dunkler Gang und Coraline, als erklärte Entdeckerin, geht hinein und hindurch.
Auf der anderen Seite ist sie scheinbar in die bekannte, elterliche Wohnung zurückgekehrt. Sie wird von ihrer Mutter und ihrem Vater freudig begrüßt, die sich ihr als ihre „Anderen Eltern“ vorstellen. Es gibt das unkomplizierte Essen, von dem sie immer träumt (ihr wirklicher Vater kocht liebend gerne „Rezepte“), die Spielsachen sind genau das, was sie sich immer gewünscht hat, nur dass die anderen Eltern statt Augen knopfartige Gebilde im Gesicht tragen, macht das Ganze recht unheimlich. Am Ende des Tages bietet die „Andere Mutter“ Coraline an, für immer in der Anderswelt zu bleiben. Einzige Bedingung wäre, sich auch Knöpfe anstatt Augen annähen zu lassen, was gar nicht weh täte. Coraline beschließt trotzdem zu ihren echten Eltern zurückzukehren. Sichtlich widerwillig lässt die „Andere Mutter“ sie ziehen.
Bei ihrer Rückkehr ins vertraute Heim stellt Coraline fest, dass ihre wahren Eltern verschwunden sind. Eine Vision vor dem Wandspiegel in der Diele bestärkt ihre Befürchtung – ihre echten Eltern sind in der Gewalt der „Anderen Mutter“. Eine Verbrechensmeldung beim Polizeirevier wird nicht ernst genommen, und Coraline steht plötzlich vor der Herausforderung, ihre Eltern selbst befreien zu müssen. Von ihren Nachbarinnen, zwei alten in ihren Erinnerungen verlorenen Schauspielerinnen, erhält sie als Talisman einen unscheinbaren Feldstein mit einem Loch in der Mitte. Vielleicht könne der helfen, meinen sie, wobei auch immer.
So gerüstet begibt sich Coraline erneut ins Reich der Anderen Eltern. Die „Andere Mutter“ begrüßt sie überschwänglich und versichert Coraline ihrer totalen Liebe. Coraline dagegen ist reserviert bis bockig und stellt schnell klar, weswegen sie hier ist. Sie will ihre Eltern wiederhaben! Ein Problem, von dem die „Andere Mutter“ zunächst gar nichts zu wissen meint, dann aber mit der Behauptung aufwartet, bei diesen Eltern sei sie doch ohnehin nicht willkommen, was sie denn mit denen wolle. Ein Argument, dem Coraline sich widersetzt, und nachdem sie weiter unzugänglich bleibt, wird sie von der anderen Mutter in einen stockfinsteren Raum hinter dem Wandspiegel gesperrt.
Dort, in der Finsternis, nehmen die Geister dreier Kinder mit ihr Kontakt auf, die in fernerer Vergangenheit ein ähnliches Schicksal erlitten haben wie Coraline jetzt. Sie erzählen Coraline, dass die „Andere Mutter“ ihnen ihre Seelen geraubt und sie irgendwo versteckt hätte, weshalb sie an diesen Ort gebunden seien. Außerdem raten sie ihr, die „Andere Mutter“ – am besten mit einem Spiel – herauszufordern. Es gebe zwar keine Garantie, dass diese sich an die Regeln halten werde, aber Wesen wie sie spielten nun einmal leidenschaftlich gerne, und darin liege wohl Coralines größte Chance.
Nachdem sie wieder aus dem Spiegelverlies herausgelassen worden ist, fordert Coraline also die „Andere Mutter“ spielerisch heraus. Sie bietet ihre totale Unterwerfung, sollte es ihr nicht gelingen, die Seelen der drei Kinder und ihre Eltern zu finden. Im Falle ihres Sieges wolle sie unbehelligt mit ihren Eltern in das angestammte Zuhause zurück. Die „Andere Mutter“ willigt ein und schwört bei ihrer rechten Hand, dass sie diese Abmachungen einhalten wird. Das Spiel beginnt.
Mit Intelligenz, Mut und unvermuteter Unterstützung (zum Beispiel zeigt der Lochstein der Nachbarinnen erstaunliche Fähigkeiten) gelingt es Coraline die gestellten Aufgaben zu lösen. Die „Andere Mutter“ ist außer sich. Vor der Tür zum Durchgang kommt es zum Showdown. Mit Hilfe eines sprechenden Katers, des einzigen Wesens, das in beiden Welten, mit sich identisch, präsent ist, überwindet Coraline das letzte Hindernis.
Die Tür fällt hinter ihr ins Schloss, aber die rechte, die Schwurhand der „Anderen Mutter“ wird dabei abgetrennt und bleibt bei Coraline in der wirklichen Welt. Sie endgültig loszuwerden ist die letzte Aufgabe für Coraline und auch diese löst sie mit Bravour. Am nächsten Tag beginnt die Schule und noch nie hat Coraline dem neuen Schuljahr derart gelassen entgegen gesehen wie dieses Mal.

## Themen
Hauptthema der Novelle ist das Überwinden der eigenen Ängste, getreu dem Motto: Mutig bist du nur, wenn du vor etwas Angst hast und es trotzdem tust.
Daneben spielen die allgemeinen Befindlichkeiten von Mädchen in Coralines Alter eine große Rolle – die immer drohende Langeweile, sich von den Eltern nicht ernst genommen fühlen, außerdem immer etwas anderes zu wollen, als gerade praktisch angesagt ist und schließlich eine große Neugierde. Mehrfach und nachdrücklich bezeichnet Coraline sich selbst als Entdeckerin.

## Figuren
- Coraline Jones – Die junge Entdeckerin. Sie ist originell, intelligent und couragiert. Coraline ist häufig irritiert, weil sie sich wegen ihrer Jugend nicht ernst genommen fühlt, oder weil es regnet und sie sich langweilt. Sie wird mit „klein für ihr Alter“ beschrieben, was sie aber nicht davon abhält sich, wenn nötig, mit jedermann- oder frau anzulegen.

- Mrs. Jones – Coralines Mutter. Sie ist sehr beschäftigt und manchmal etwas unaufmerksam. Trotzdem liebt sie ihre Tochter abgöttisch. Coraline hält sie für etwas zu nett und deshalb fast langweilig.

- Mr. Jones – Coralines Vater. Er arbeitet zu Hause und ist in der Computerbranche tätig. Er ist freundlich und hilfsbereit, hat aber fast nie Zeit, um mit Coraline zu spielen. Der Vater liebt es interessante, neue Kreationen aus den verschiedensten Rezeptbüchern nach zu kochen. Coraline verabscheut diese Kochkünste, die sie abfällig „Rezepte“ tituliert. Sie mag es einfach, Brathühnchen oder Pizza sind nach ihrem Geschmack.

- Die Katze – Eine schwarze Katze aus Coralines Welt, die als eine Art Mentor auf ihrer Reise zwischen den Welten fungiert. Sie besteht darauf keinen Namen zu haben, da Katzen grundsätzlich keine Namen bräuchten. In Coralines realer Welt kann sie nicht sprechen, wohl aber im Anderswo. Ansonsten aber bleibt sie dieselbe, weshalb die „Andere Mutter“ sie auch als Ungeziefer bezeichnet. Am Ende der Novelle trägt sie maßgeblich zur Rettung Coralines aus der Anderswelt bei.

- Die „alte Vettel“ (auch bekannt als Andere Mutter) – Die Kreatur, die weitestgehend für das Entstehen der Anderswelt verantwortlich ist. Zu Anfang sieht sie Coralines echter Mutter verblüffend ähnlich, abgesehen von den schwarzen Knopfaugen im Gesicht. Im Laufe der Novelle verliert sich diese Ähnlichkeit, sie wird bleicher, dürrer und spinnenhafter. Die andere Mutter kann nichts wirklich erschaffen, aber sie kann kopieren und Dinge modifizieren. Sie lebt schon sehr lange und offenbar sammelt sie Kinder, um ihnen, sobald sie von ihnen gelangweilt ist, ihre Lebenskraft auszusaugen und schließlich ihre Seelen zu verstecken.

- Der Andere Vater – ist eine Kreation der Anderen Mutter, um Coraline bei ihrem ersten Besuch irrezuführen und hereinzulegen. Später, nachdem er Ungehorsam gezeigt hat, wird er von ihr in ein larvenartiges Insekt verwandelt und soll Coraline im Keller daran hindern, ihre Aufgabe zu erfüllen. Sie entkommt dieser Falle knapp.

- Miss Spink und Miss Forcible – Zwei verrentete Schauspielerinnen, die mit einem halben Dutzend alter Scottish-Terrier in der Wohnung unter der Coralines leben. Die beiden Nachbarinnen haben einen deutlichen Hang zum Esoterischen und lesen beispielsweise Coralines Zukunft aus ihren Teeblättern. Sie schenken Coraline den Stein mit Loch, der sich in der Anderswelt als noch sehr nützlich erweist.

- Mr. Bobo  – Ein ausgemusterter Zirkusartist, der in der Wohnung über der Coralines angeblich ein Mäuseorchester trainiert. Am Ende des Buches meint Coraline tatsächlich leise Orchestermusik aus seinen Räumen zu hören.

- Die drei Geisterkinder – Drei frühere Opfer der Anderen Mutter, die ohne Seelen auf Rettung hoffen. Nachdem Coraline sie gerettet hat, erscheinen sie kurz in ihrer früheren Gestalt in der wirklichen Welt und bedanken sich.

## Adaptionen
Coraline wurde bereits auf vielfältige Weise adaptiert; 2009 lief in den Kinos der Stop-Motion-Film Coraline von Henry Selick an, der sich in einigen Aspekten in Handlung und Personen vom Buch unterscheidet. Zum Film erschien eine Videospielversion, in der Coraline mit anderen Figuren interagiert und kleine Spiele löst. Im gleichen Jahr startete außerdem eine Off-Broadwayproduktion mit Musik und Text von Stephin Merritt und Buch von David Greenspan. Weiterhin entstand bereits vor der Filmadaption ein Comic zum Buch von P. Craig Russell.
Zusätzlich wurde 2017 eine gleichnamige Oper von Marc-Anthony Turnage komponiert und 2018 im Barbican Centre in London uraufgeführt. Die Oper wurde co-finanziert von der Royal Opera Covent Garden Foundation, dem Opéra de Lille, dem Theater Freiburg, dem Folkoperean und der Victorian Opera und wurde zuletzt am Opernhaus Zürich auf Deutsch aufgeführt.

## Ausgaben
- Coraline, illustriert von Dave McKean, Harper Collins, New York 2002, ISBN 0-380-97778-8.
- Coraline. Arena, dt. von Cornelia Krutz-Arnold, Würzburg 2009, ISBN 978-3-401-06445-1.